# Nam Gon
Nam Gon(남곤 ; 南袞, 1471 - 10 mars 1527) est un philosophe néoconfucianiste, poète et politicien de la dynastie de Joseon en Corée. Ses noms de plume étaient Jijeong (지정, 止亭), Jijokdang (지족당, 知足堂) et Jijok (지족, 知足), son nom de courtoisie Sahwa (사화, 士華). À la tête du parti Sarim, modéré, il a été premier ministre de la dynastie de Joseon de 1523 à sa mort en 1527.

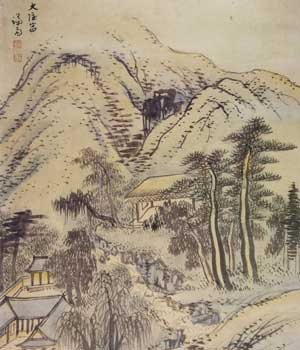
Daeeunamdo, la maison de Nam Gon, peinte vers 1750 par Gyeomjae

Nam Gon est né et mort à Miryang, province du Gyeongsang du Sud où il a été l'élève de Kim Jong-jik. Il a aussi résidé à Sejongro dans le centre de Séoul. Sa carrière est marquée par sa rivalité politique et idéologique avec Jo Gwang-jo.

## Œuvres
- Jijeong jip (지정집, 止亭集)
- Yujagwangjeon (유자광전, 柳子光傳)
- Namakchangsurock (남악창수록, 南岳唱酬錄)